# たかみなと大西のたかにしや
『たかみなと大西のたかにしや』（たかみなとおおにしのたかにしや）は、2019年10月9日から2023年6月14日までニコニコチャンネルと連携した形で、ニコニコ生放送にて配信されていたインターネットラジオ番組。一回限りの配信となった前身番組である『みなさおランド♡』についても併記する。

## 概要
2019年10月9日よりニコニコチャンネル「セカンドショットちゃんねる」にて配信されている、髙橋ミナミと大西沙織がパーソナリティを務める映像付きのラジオ番組。収録、編集を経た映像を生放送形式で配信している。
本配信のほか、ニコニコチャンネル「セカンドショットちゃんねる」において有料会員限定で本配信終了後の23時よりアフタートークと前回放送分のアーカイブが公開されている。またYouTubeでも本配信のアーカイブが公開されており、こちらは誰でも無料で視聴することができる。
2023年4月12日配信分（第177回）以降、体調不良のため大西が収録を欠席。代役ゲストを迎えて番組を継続していたが、同年5月29日、所属事務所より大西が活動を一部制限することが発表、同日にセカンドショットの公式サイトにて番組の終了が発表された。以前より体調が優れないときは、休憩を入れながら収録を行っており、体調が回復するまで休養し復帰を待つ形だったが、所属事務所の申し出を受け、関係各所協議の末の結論と説明している。
6月7日配信分（第185回）にて翌週6月14日での番組終了が改めて発表された。また、最終回では大西からの出演要望を受け、体調を考慮しながら収録が行われたことが告知された。

### 配信時間
毎週水曜日 22:00 - 22:30
YouTubeの「セカンドショットちゃんねる」でも本編のみ同時配信されており、木曜日14:00に前日に配信した「本放送」のアーカイブを公開。

### パーソナリティー
- 髙橋ミナミ[注 1]
- 大西沙織

ゲスト
- Machico（第121回、第122回）
- 前田玲奈（第161回、第162回）
- 本渡楓（第177回、第178回）
- 佐倉綾音（第179回、第180回）
- 鬼頭明里（第181回、第182回）
- 五十嵐裕美（第183回、第184回）

## コーナー
よろず瓦版
視聴者から送られてくる普通の手紙を読む、ふつおたコーナー。
よろず相談
視聴者からの様々な相談に答えることで社会からの信用を獲得し、「よろずや」の評判を高めていくお悩み相談コーナー。
よろず儲かリサーチ
「よろずや」を大きくするために世の中の儲かっている話にアンテナを張り、視聴者から儲かり話を募集し勉強して行くコーナー。
失敗から学ぶ経営学
番組名をアンケートで決めた結果、わずか一度の放送をもってその番組名を改めることを余儀なくされた反省から、本物の経営者らしく失敗を糧にして成功を目指すコーナー。 視聴者から失敗エピソードを募集している。
ビジネス能力向上委員会
様々な人が関わって成立するビジネスのほぼすべての始まりは、人と人とのコミュニケーション。そんな技術をゲーム形式で学んでいくコーナー。
よろず企画室
「よろずや」稼業として、儲かりそうなことに期間を決めて挑戦するコーナー。

## エピソード
公式Twitterアカウントのフォロワー数と番組ステッカーの売上分（1枚ごとに50円）が番組の予算に加算される仕組みがあるほか、パーソナリティは番組中に噛んだ回数の分だけ100円玉を番組のために貯金しなければならない。
番組内で考案した「コロンビアゲーム」を世間に広めることを目的に、セカンドショット内の他番組でその話題を出したほか、当番組と同じく大西がパーソナリティーを務めていたラジオ番組『佐倉としたい大西』のイベントにてその実演を行った。
バレンタイン特別企画として、『大西亜玖璃・高尾奏音のあぐのんる〜むらぼ♪』（第38回放送）からの誘いを受け、番組の宣伝をすることを条件に番組のセットと衣装を貸し出した。
前身番組『みなさおランド♡』
2019年10月2日より、ニコニコ生放送「セカンドショットちゃんねる」にて配信された映像付きのラジオ番組。パーソナリティはみなぷぅ（CV:髙橋ミナミ）とさおたん（CV:大西沙織）。視聴者の投票により題名が決定し第1回が配信されたが、その内容は視聴者が胃もたれと胸やけを起こすほどであり、第2回の配信でセカンドショットをはじめとする多数の懇願によりタイトルと内容の変更を余儀なくされた。その結果『みなさおランド♡』は、同年10月9日より『たかみなと大西のたかにしや』として再出発することになった。

## イベント

### 単独イベント
| 出演日        | タイトル                                                               | 会場                                  |
| ------------- | ---------------------------------------------------------------------- | ------------------------------------- |
| 2021年7月11日 | 「たかみなと大西のたかにしや」番組イベント2021                         | 科学技術館 サイエンスホール（東京都） |
| 2022年7月10日 | 「たかみなと大西のたかにしや」番組イベント2022～生きて帰れると思うな～ | 科学技術館 サイエンスホール（東京都） |